# 太安門
太安門，是重慶的一座城門，毗鄰長江，在太平門與東水門間，現已不存。
在城內只有這座城門沒有冠在坊上，因為該門城內一帶命名為巴子坊了，巴子坊是以明代南戶部侍郎倪斯蕙的別墅巴子園所在命名的。但在城外有太安廂。這一帶城垣的走向本由此而南稍偏西，但到了月亮街南端，轉而向西經望龍門街到縣廟街，然後再轉南，到元通寺一帶又轉向西南。因而這一帶城垣向內（西）翻進，城外便較寬敞，人戶較多，街道也有多條，如王爺廟街、石門坎、張家涼亭、林家壩、灘盤河街等。
太安門一帶城基雖在，但此門故址仍難考。《增廣重慶地輿全圖》將太安門繪於望龍門下段，當在望龍門街東口與芭蕉園、月亮街之間。人多誤“望龍門”列為閉門之一，實則“望龍門”的意思是望對岸江中的龍門浩（一片江中巨石）
1944年7月，重慶第一條客運纜車在望龍門街西口旁動工修建，1945年4月竣工，5月16日通車。

## 唱詞中的人和門
- 『太安門，設糧倉，積穀為民』[2]